# Anthostomella phaeosticta
Anthostomella phaeosticta är en svampart som först beskrevs av Miles Joseph Berkeley, och fick sitt nu gällande namn av Pier Andrea Saccardo 1878. Anthostomella phaeosticta ingår i släktet Anthostomella och familjen kolkärnsvampar. Inga underarter finns listade i Catalogue of Life.